# Helge Kjellin
Tor Helge Kjellin, född 24 april 1885 i Stora Kils församling, Värmlands län, död 17 oktober 1984 i Filipstad, var en svensk konsthistoriker.

## Biografi
Efter mogenhetsexamen i Stockholm 1902 var Kjellin kontorsskrivare i Statens Järnvägar 1903-07. Han blev student vid Uppsala universitet 1907, där han blev filosofie kandidat 1913. Han blev underlöjtnant i Fortifikationens reserv 1907 och löjtnant 1913. Han blev student vid Lunds universitet 1914, där han blev filosofie licentiat 1917 och filosofie doktor 1918.
Kjellin var docent i konsthistoria i Lund 1917-29, intendent vid Värmlands museum 1928-50 och tillika landsantikvarie i Värmland 1938-1950. Han tjänstgjorde som professor i konsthistoria vid Dorpats universitet 1922-24 och vid Riga universitet 1929-31.
Kjellin utgav talrika arbeten om medeltida konsthistoria, särskilt från Värmland. 
Bland hans arbeten märks Grums härad band 1-2 i verket Sveriges kyrkor (1924), Die Kirche zu Karris auf Oesel und ihre Beziehungen zu Gotland (1928), Die Hallenkirchen Estlands und Gotlands (1928), Medeltida gravvårdsformer i Norden (1918), Stilriktningar och skolor inom det ryska ikonmåleriet (1928) samt monografier över Uno Troili (1917) och Gustaf Rydberg (1925, med beskrivande förteckning 1926).
Helge Kjellin var gift med konstnären Stina Wennerström och far till skådespelaren Alf Kjellin samt bror till arkitekten Elis Kjellin och Sigrid Kjellin.